# Flashdance
Flashdance är en amerikansk romantisk musikalfilm som hade biopremiär i USA den 15 april och i Sverige den 15 juli 1983. Huvudrollen spelas av Jennifer Beals.

## Handling
Flashdance handlar om en 18-årig tjej som heter Alex Owens. På dagarna jobbar hon som svetsare, och på kvällarna som dansare på en bar i Pittsburgh. En kväll ser hennes nya chef när hon dansar, och blir förälskad i henne.

## Musiken
Filmen innehåller bland annat melodierna Flashdance... What a Feeling av Irene Cara, och Maniac av Michael Sambello båda var nominerade till Oscar för bästa sång och Flashdance... What a Feeling vann.

## Rollista (i urval)
- Jennifer Beals – Alex Owens
- Marine Jahan – Alex Owens i dansscenerna[2]
- Michael Nouri – Nick Hurley
- Lilia Skala – Hanna Long

### Fotnoter
1. ↑  ”Flashdance” (på engelska). Box Office Mojo. 15 april 1983. http://www.boxofficemojo.com/movies/?id=flashdance.htm. Läst 2 oktober 2016.
2. ↑  Hirt-Manheimer, A.. The Dancer Within: Intimate Conversations with Great Dancers. sid. 195. ISBN 9780819568809